# Poki
Pokiは、無料ゲームプラットフォームである。ユーザーは毎月4,000万人に達する。当初は独自のゲームを開発していた。
2018年にレッド・ドット・デザイン賞を受賞した。2019年にウェビー賞を受賞した。
様々な種類のゲームを展開しており、ダウンロードやログインはなしで遊ぶことができる。アカウントの作成はできない。そのため、ウイルスに感染することはない。また、モバイルアプリは存在しない。